# Black Beat
Black Beat (hangul: 블랙 비트) fue un grupo masculino surcoreano formado en 2002 por SM Entertainment. El grupo contaba con cinco miembros: Lee So-min, Hwang Sang-hoon, Jung Ji-hoon, Shim Jae-won y Jang Jin-young. El grupo lanzó su álbum debut titulado Volume 1 - Black Beat #2002 - The First Performance #001 el 3 de noviembre de 2002. El grupo se disolvió en 2007. Actualmente, varios miembros del grupo trabajan como coreógrafos y entrenadores vocales en SM Entertainment.

## Colaboraciones con otros artistas
Antes de debutar, los miembros de Black Beat han aparecido como bailarines, coristas y coreógrafos en numerosos vídeos musicales y actuaciones para otros artistas, como S.E.S., BoA, H.O.T., Shinhwa, Fly to the Sky y Dana.

## Miembros
- Lee So-min (이소민)
- Hwang Sang-hoon (황상훈)
- Jung Ji-hoon (정지훈)
- Shim Jae-won (심재원)
- Jang Jin-young (시진영)

## Discografía
- Volume 1 - Black Beat #2002 - The First Performance #001 (3 de noviembre de 2002)

### Discografía conjunta
- Summer Vacation in SMTown.com (10 de junio de 2002)
- 2002 Winter Vacation in SMTown.com - My Angel My Light (6 de diciembre de 2002)
- 2003 Summer Vacation in SMTown.com (18 de junio de 2003)
- 2004 Summer Vacation in SMTown.com (2 de julio de 2004)
- 2006 Summer SMTown (20 de junio de 2006)
- 2006 Winter SMTown - Snow Dream (12 de diciembre de 2006)

## Premios
| Año  | Premios                 | Categoría         | Trabajo nominado | Resultado |
| ---- | ----------------------- | ----------------- | ---------------- | --------- |
| 2002 | Mnet Asian Music Awards | Mejor grupo nuevo | "In The Sky"     | Ganador   |